# Allemagne aux Jeux olympiques d'été de 2000
L'Allemagne participe aux Jeux olympiques d'été de 2000 à Sydney en Australie du 15 septembre au 1er octobre 2000. 422 athlètes allemands, 241 hommes et 181 femmes, ont participé à 234 compétitions, dans 29 sports. Ils y ont obtenu 56 médailles : 13 d'or, 17 d'argent et 26 de bronze.

## Nombre d'athlètes qualifiés par sport
Voici la liste des qualifiés et sélectionnés Allemands par sport (remplaçants compris) :
| Sport       | Hommes | Femmes | Total |
| ----------- | ------ | ------ | ----- |
| Athlétisme  | 34     | 30     | 64    |
| Aviron      | 20     | 11     | 31    |
| Badminton   | 3      | 3      | 6     |
| Boxe        | 8      | 0      | 8     |
| Canoë-kayak | 19     | 6      | 25    |
| Cyclisme    | 17     | 9      | 26    |
| Équitation  | 2      | 8      | 10    |

## Médailles

### Médailles d'or
| Sport               | Discipline                     | Sportifs                                                                  | Performance    |
| Médailles d'or : 13 |                                |                                                                           |                |
| Athlétisme          | 800 m (H)                      | Nils Schumann                                                             | 1 min 45 s 08  |
| Athlétisme          | Saut en longueur (F)           | Heike Drechsler                                                           | 6,99 m         |
| Aviron              | Deux de couple (F)             | Kathrin Boron Jana Thieme                                                 | 6 min 55 s 44  |
| Aviron              | Quatre de couple (F)           | Kerstin Kowalski Meike Evers Manuela Lutze Manja Kowalski                 | 6 min 19 s 62  |
| Canoë-kayak         | Kayak monoplace (H)            | Thomas Schmidt                                                            | 217,27 pts     |
| Canoë-kayak         | 1 000 m canoë monoplace (H)    | Andreas Dittmer                                                           | 3 min 54 s 379 |
| Canoë-kayak         | 500 m kayak biplace (F)        | Birgit Fischer Katrin Wagner                                              | 1 min 56 s 996 |
| Canoë-kayak         | 500 m kayak quatre places (F)  | Birgit Fischer Manuela Mucke Anett Schuck Katrin Wagner                   | 1 min 34 s 532 |
| Cyclisme sur piste  | Poursuite individuelle (H)     | Robert Bartko                                                             | 4 min 18 s 515 |
| Cyclisme sur piste  | Poursuite par équipes (H)      | Robert Bartko Guido Fulst Daniel Becke Jens Lehmann                       | 3 min 59 s 781 |
| Cyclisme sur route  | Course en ligne (H)            | Jan Ullrich                                                               | 5 h 29 min 8 s |
| Équitation          | Dressage (par équipes)         | Nadine Capellmann Ulla Salzgeber Alexandra Simons-de Ridder Isabell Werth | 5638 pts       |
| Équitation          | Saut d'obstacles (par équipes) | Otto Becker Ludger Beerbaum Marcus Ehning Lars Nieberg                    | 15 pts         |

| Sport                   | Discipline                      | Sportifs                                     | Performance        |
| Médailles d'argent : 17 |                                 |                                              |                    |
| Athlétisme              | Lancer du disque (H)            | Lars Riedel                                  | 68,50 m            |
| Aviron                  | Deux de couple poids légers (F) | Valerie Viehoff Claudia Blasberg             | 7 min 2 s 95       |
| Canoë-kayak             | 1 000 m kayak quatre places (H) | Björn Bach Jan Schäfer Stefan Ulm Mark Zabel | 2 min 55 s 704     |
| Cyclisme sur piste      | kilomètre (H)                   | Stefan Nimke                                 | 1 min 2 s 487      |
| Cyclisme sur piste      | Poursuite individuelle (H)      | Jens Lehmann                                 | 4 min 23 s 824     |
| Cyclisme sur route      | Contre-la-montre (H)            | Jan Ullrich                                  | 57 min 48 s        |
| Cyclisme sur route      | Course en ligne (F)             | Hanka Kupfernagel                            | 3 h 6 min 31 s     |
| Équitation              | Dressage (Individuel)           | Isabell Werth                                | 234,19 pts         |
| Escrime                 | Fleuret individuel (H)          | Ralf Bißdorf                                 |                    |
| Escrime                 | Fleuret individuel (F)          | Rita König                                   |                    |
| Haltérophilie           | Moins de 85 kg (H)              | Ronny Weller                                 | 390 kg             |
| Haltérophilie           | Plus de 105 kg (H)              | Marc Huster                                  | 467,5 kg           |
| Taekwondo               | Moins de 80 kg (H)              | Faissal Ebnoutalib                           |                    |
| Tennis                  | Simple (H)                      | Tommy Haas                                   |                    |
| Triathlon               | Triathlon (H)                   | Stephan Vuckovic                             | 1 h 48 min 37 s 58 |
| Voile                   | Planche à voile Mistral (F)     | Amelie Lux                                   | 15 pts             |
| Voile                   | Soling (H)                      | Jochen Schümann Gunnar Bahr Ingo Borkowski   |                    |

| Sport                    | Discipline                           | Sportifs | Performance     |
| Médailles de bronze : 26 |                                      | |                 |
| Athlétisme               | Lancer du poids (F)                  | Astrid Kumbernuss | 19,62 m         |
| Athlétisme               | Lancer du marteau (F)                | Kirsten Münchow | 69,28 m         |
| Aviron                   | SKiff (H)                            | Marcel Hacker | 6 min 50 s 83   |
| Aviron                   | SKiff (F)                            | Katrin Rutschow-Stomporowski | 7 min 28 s 99   |
| Aviron                   | Quatre de couple (H)                 | Marco Geisler Andreas Hajek Stephan Volkert André Willms | 5 min 48 s 64   |
| Beach-volley             | Tournoi masculin                     | Jörg Ahmann Axel Hager |                 |
| Boxe                     | Lourds (-91 kg)                      | Sebastian Köber |                 |
| Canoë-kayak              | 500 m canoë monoplace (H)            | Andreas Dittmer | 2 min 27 s 591  |
| Canoë-kayak              | 1 000 m canoë biplace (H)            | Stefan Uteß Lars Kober | 3 min 41 s 129  |
| Canoë-kayak              | 500 m kayak biplace (H)              | Ronald Rauhe Tim Wieskötter | 1 min 48 s 771  |
| Cyclisme sur piste       | Keirin (H)                           | Jens Fiedler |                 |
| Cyclisme sur piste       | Vitesse individuelle (H)             | Jens Fiedler |                 |
| Cyclisme sur route       | Course en ligne (H)                  | Andreas Klöden | 5 h 29 min 20 s |
| Équitation               | Dressage (Individuel)                | Ulla Salzgeber | 230,57 pts      |
| Escrime                  | Sabre individuel (H)                 | Wiradech Kothny |                 |
| Escrime                  | Sabre par équipes (H)                | Dennis Bauer Wiradech Kothny Eero Lehmann Alexander Weber |                 |
| Escrime                  | Fleuret par équipes (F)              | Sabine Bau Rita König Gesine Schiel Monika Weber |                 |
| Football                 | Tournoi féminin                      | Steffi Jones Melanie Hoffmann Inka Grings Jeannette Götte Doris Fitschen Nicole Brandebusemeyer Nadine Angerer Renate Lingor Maren Meinert Sandra Minnert Claudia Müller Silke Rottenberg Birgit Prinz Kerstin Stegemann Bettina Wiegmann Tina Wunderlich Ariane Hingst |                 |
| Judo                     | Moins de 48 kg (F)                   | Anna-Maria Gradante |                 |
| Natation                 | 100 m Dos                            | Stev Theloke | 54 s 82         |
| Natation                 | 4×100 m 4 nages (H)                  | Stev Theloke Jens Kruppa Thomas Rupprath Torsten Spanneberg | 3 min 35 s 88   |
| Natation                 | 4×200 m Nage libre (F)               | Franziska van Almsick Antje Buschschulte Sara Harstick Kerstin Kielgass | 7 min 58 s 64   |
| Plongeon                 | Tremplin à 3 mètres (F)              | Dörte Lindner | 574.35 pts      |
| Plongeon                 | Plongeon synchronisé à 10 mètres (H) | Jan Hempel Heiko Meyer | 338.88 pts      |
| Tir à l'arc              | Épreuve par équipes (F)              | Barbara Mensing Cornelia Pfohl Sandra Wagner-Sachse | 240 pts         |
| Voile                    | Tornado (H)                          | Roland Gäbler René Schwall | 38 pts          |

| Sport              | Médaille d'or, Jeux olympiques | Médaille d'argent, Jeux olympiques | Médaille de bronze, Jeux olympiques | Total |
| Canoë-kayak        | 4                              | 1                                  | 3                                   | 8     |
| Cyclisme sur piste | 2                              | 2                                  | 2                                   | 6     |
| Aviron             | 2                              | 1                                  | 3                                   | 6     |
| Athlétisme         | 2                              | 1                                  | 2                                   | 5     |
| Équitation         | 2                              | 1                                  | 1                                   | 4     |
| Cyclisme sur route | 1                              | 2                                  | 1                                   | 4     |
| Escrime            | 0                              | 2                                  | 3                                   | 5     |
| Voile              | 0                              | 2                                  | 1                                   | 3     |
| Haltérophilie      | 0                              | 2                                  | 0                                   | 2     |
| Taekwondo          | 0                              | 1                                  | 0                                   | 1     |
| Tennis             | 0                              | 1                                  | 0                                   | 1     |
| Triathlon          | 0                              | 1                                  | 0                                   | 1     |
| Natation           | 0                              | 0                                  | 3                                   | 3     |
| Plongeon           | 0                              | 0                                  | 2                                   | 2     |
| Beach-volley       | 0                              | 0                                  | 1                                   | 1     |
| Boxe               | 0                              | 0                                  | 1                                   | 1     |
| Football           | 0                              | 0                                  | 1                                   | 1     |
| Judo               | 0                              | 0                                  | 1                                   | 1     |
| Tir à l'arc        | 0                              | 0                                  | 1                                   | 1     |
| Total              | 13                             | 17                                 | 26                                  | 56    |

## Athlétisme

### Hommes
| Athlète             | Épreuve              | Séries         | Séries      | Quarts de finale | Quarts de finale | Demi-finales  | Demi-finales | Finale          | Finale        |
| Athlète             | Épreuve              | Temps          | Rang        | Temps            | Rang             | Temps         | Rang         | Temps           | Rang          |
| ------------------- | -------------------- | -------------- | ----------- | ---------------- | ---------------- | ------------- | ------------ | --------------- | ------------- |
| Marc Blume          | 100 m                | 10 s 42        | 4e          | Eliminé          | Eliminé          | Eliminé       | Eliminé      | Eliminé         | Eliminé       |
| Nils Schumann       | 800 m                | 1 min 47 s 76  | 1er         | Non disputé      | Non disputé      | 1 min 44 s 22 | 1er          | 1 min 45 s 08   | Médaille d'or |
| Jirka Arndt         | 5 000 m              | 13 min 26 s 18 | 9e          | Non disputé      | Non disputé      | Non disputé   | Non disputé  | 13 min 38 s 57  | 8e            |
| Michael Fietz       | Marathon             | Non disputé    | Non disputé | Non disputé      | Non disputé      | Non disputé   | Non disputé  | 2 h 20 min 09 s | 37e           |
| Carsten Eich        | Marathon             | Non disputé    | Non disputé | Non disputé      | Non disputé      | Non disputé   | Non disputé  | 2 h 24 min 11 s | 54e           |
| Florian Schwarthoff | 110 m haies          | 13 s 55        | 1er         | 13 s 54          | 1er              | 13 s 39       | 4e           | 13 s 42         | 6e            |
| Falk Balzer         | 110 m haies          | 13 s 67        | 4e          | 13 s 59          | 2e               | 13 s 59       | 6e           | Eliminé         | Eliminé       |
| Ralf Leberer        | 110 m haies          | 13 s 74        | 6e          | 13 s 73          | 5e               | Eliminé       | Eliminé      | Eliminé         | Eliminé       |
| Thomas Goller       | 400 m haies          | 49 s 32        | 2e          | Non disputé      | Non disputé      | 49 s 28       | 6e           | Eliminé         | Eliminé       |
| Damian Kallabis     | 3000 mètres steeple  | 8 min 24 s 48  | 5e          | Non disputé      | Non disputé      | Non disputé   | Non disputé  | 9 min 09 s 78   | 15e           |
| Andreas Erm         | 20 kilomètres marche | Non disputé    | Non disputé | Non disputé      | Non disputé      | Non disputé   | Non disputé  | 1 h 20 min 25 s | 5e            |
| Mike Trautmann      | 50 kilomètres marche | Non disputé    | Non disputé | Non disputé      | Non disputé      | Non disputé   | Non disputé  | 3 h 56 min 19 s | 19e           |
| Denis Trautmann     | 50 kilomètres marche | Non disputé    | Non disputé | Non disputé      | Non disputé      | Non disputé   | Non disputé  | 3 h 58 min 14 s | 21e           |
| Robert Ihly         | 50 kilomètres marche | Non disputé    | Non disputé | Non disputé      | Non disputé      | Non disputé   | Non disputé  | DNF             | /             |

| Athlète            | Épreuve           | Qualification | Qualification | Finale      | Finale            |
| Athlète            | Épreuve           | Performance   | Rang          | Performance | Rang              |
| ------------------ | ----------------- | ------------- | ------------- | ----------- | ----------------- |
| Wolfgang Kreißig   | Saut en hauteur   | 2,27 m        | 1er           | 2,29 m      | 8e                |
| Christian Rhoden   | Saut en hauteur   | 2,24 m        | 16e           | Eliminé     | Eliminé           |
| Michael Stolle     | Saut à la perche  | 5,70 m        | 5e            | 5,90 m      | 4e                |
| Danny Ecker        | Saut à la perche  | 5,70 m        | 2e            | 5,80 m      | 8e                |
| Tim Lobinger       | Saut à la perche  | 5,65 m        | 7e            | 5,50 m      | 13e               |
| Kofi Amoah Prah    | Saut en longueur  | 8,01 m        | 9e            | 8,19 m      | 5e                |
| Charles Friedek    | Triple saut       | 16,93 m       | 9e            | NM          | /                 |
| Oliver-Sven Buder  | Lancer du poids   | 19,96 m       | 8e            | 20,18 m     | 8e                |
| Michael Mertens    | Lancer du poids   | 18,72 m       | 26e           | Eliminé     | Eliminé           |
| Lars Riedel        | Lancer du disque  | 68,15 m       | 1er           | 68,50 m     | Médaille d'argent |
| Jürgen Schult      | Lancer du disque  | 63,76 m       | 8e            | 64,41 m     | 8e                |
| Michael Möllenbeck | Lancer du disque  | 62,72 m       | 12e           | 63,14 m     | 10e               |
| Heinz Weis         | Lancer du marteau | 73,51 m       | 26e           | Eliminé     | Eliminé           |
| Karsten Kobs       | Lancer du marteau | 72,29 m       | 31e           | Eliminé     | Eliminé           |
| Markus Esser       | Lancer du marteau | 69,51 m       | 35e           | Eliminé     | Eliminé           |
| Raymond Hecht      | Lancer du javelot | 84,00 m       | 6e            | 87,76 m     | 4e                |
| Boris Henry        | Lancer du javelot | 84,58 m       | 5e            | 85,78 m     | 7e                |
| Frank Busemann     | Décathlon         | Non disputé   | Non disputé   | 8351 pts    | 7e                |
| Stefan Schmid      | Décathlon         | Non disputé   | Non disputé   | 8206 pts    | 9e                |
| Mike Maczey        | Décathlon         | Non disputé   | Non disputé   | 7228 pts    | 25e               |

### Femmes
| Athlète                                                          | Épreuve              | Séries         | Séries      | Quarts de finale | Quarts de finale | Demi-finales  | Demi-finales | Finale          | Finale      |
| Athlète                                                          | Épreuve              | Temps          | Rang        | Temps            | Rang             | Temps         | Rang         | Temps           | Rang        |
| ---------------------------------------------------------------- | -------------------- | -------------- | ----------- | ---------------- | ---------------- | ------------- | ------------ | --------------- | ----------- |
| Sabrina Mulrain                                                  | 200 m                | 23 s 31        | 3e          | 23 s 24          | 7e               | Eliminé       | Eliminé      | Eliminé         | Eliminé     |
| Andrea Philipp                                                   | 200 m                | DNS            | /           | Eliminé          | Eliminé          | Eliminé       | Eliminé      | Eliminé         | Eliminé     |
| Claudia Gesell                                                   | 800 m                | 1 min 58 s 56  | 2e          | Non disputé      | Non disputé      | 1 min 59 s 69 | 6e           | Eliminé         | Eliminé     |
| Irina Mikitenko                                                  | 5 000 m              | 15 min 14 s 76 | 4e          | Non disputé      | Non disputé      | Non disputé   | Non disputé  | 14 min 43 s 59  | 5e          |
| Petra Wassiluk                                                   | 10 000 m             | 33 min 23 s 03 | 13e         | Eliminé          | Eliminé          | Eliminé       | Eliminé      | Eliminé         | Eliminé     |
| Sonja Oberem                                                     | Marathon             | Non disputé    | Non disputé | Non disputé      | Non disputé      | Non disputé   | Non disputé  | 2 h 33 min 45 s | 24e         |
| Claudia Dreher                                                   | Marathon             | Non disputé    | Non disputé | Non disputé      | Non disputé      | Non disputé   | Non disputé  | DNS             | /           |
| Ulrike Urbansky                                                  | 400 m haies          | 55 s 93        | 2e          | Non disputé      | Non disputé      | 55 s 23       | 4e           | Eliminé         | Eliminé     |
| Heike Meißner                                                    | 400 m haies          | 55 s 58        | 2e          | Non disputé      | Non disputé      | 55 s 73       | 5e           | Eliminé         | Eliminé     |
| Gabi Rockmeier Sabrina Mulrain Andrea Philipp Marion Wagner      | Relais 4 × 100 m     | 42 s 82        | 2e          | Non disputé      | Non disputé      | 42 s 85       | 3e           | 43 s 11         | 6e          |
| Shanta Ghosh Ulrike Urbansky Birgit Rockmeier Florence Ekpo-Umoh | Relais 4 × 400 m     | 3 min 27 s 02  | 4e          | Non disputé      | Non disputé      | Non disputé   | Non disputé  | Non disputé     | Non disputé |
| Beate Gummelt                                                    | 20 kilomètres marche | Non disputé    | Non disputé | Non disputé      | Non disputé      | Non disputé   | Non disputé  | 1 h 34 min 59 s | 19e         |
| Kathrin Boyde                                                    | 20 kilomètres marche | Non disputé    | Non disputé | Non disputé      | Non disputé      | Non disputé   | Non disputé  | DNF             | /           |

| Athlète           | Épreuve           | Qualification | Qualification | Finale      | Finale             |
| Athlète           | Épreuve           | Performance   | Rang          | Performance | Rang               |
| ----------------- | ----------------- | ------------- | ------------- | ----------- | ------------------ |
| Amewu Mensah      | Saut en hauteur   | 1,94 m        | 1er           | 1,93 m      | 8e                 |
| Nicole Humbert    | Saut à la perche  | 4,30 m        | 1er           | 4,45 m      | 5e                 |
| Balian Buschbaum  | Saut à la perche  | 4,30 m        | 7e            | 4,40 m      | 6e                 |
| Heike Drechsler   | Saut en longueur  | 6,84 m        | 1er           | 6,99 m      | Médaille d'or      |
| Susen Tiedtke     | Saut en longueur  | 6,65 m        | 9e            | 6,74 m      | 5e                 |
| Sofia Schulte     | Saut en longueur  | 6,23 m        | 29e           | Eliminé     | Eliminé            |
| Astrid Kumbernuss | Lancer du poids   | 18,90 m       | 5e            | 19,62 m     | Médaille de bronze |
| Nadine Kleinert   | Lancer du poids   | 18,39 m       | 9e            | 18,49 m     | 8e                 |
| Franka Dietzsch   | Lancer du disque  | 60,74 m       | 12e           | 63,18 m     | 6e                 |
| Ilke Wyludda      | Lancer du disque  | 62,97 m       | 4e            | 63,16 m     | 7e                 |
| Kirsten Münchow   | Lancer du marteau | 67,64 m       | 2e            | 69,28 m     | Médaille de bronze |
| Steffi Nerius     | Lancer du javelot | 65,76 m       | 2e            | 64,84 m     | 4e                 |
| Sabine Braun      | Heptathlon        | Non disputé   | Non disputé   | 6355 pts    | 5e                 |
| Karin Ertl        | Heptathlon        | Non disputé   | Non disputé   | 6209 pts    | 7e                 |
| Astrid Retzke     | Heptathlon        | Non disputé   | Non disputé   | DNF         | /                  |

## Aviron

### Hommes
| Athlète(s)                                                             | Compétition                      | Série         | Série | Repêchage     | Repêchage   | Demi-finale   | Demi-finale | Finale                 | Finale             |
| Athlète(s)                                                             | Compétition                      | Temps         | Rang  | Temps         | Rang        | Temps         | Rang        | Temps                  | Rang               |
| ---------------------------------------------------------------------- | -------------------------------- | ------------- | ----- | ------------- | ----------- | ------------- | ----------- | ---------------------- | ------------------ |
| Marcel Hacker                                                          | Skiff                            | 6 min 58 s 31 | 1er   | Non disputé   | Non disputé | 7 min 03 s 47 | 2e          | Finale A 6 min 50 s 83 | Médaille de bronze |
| Sebastian Mayer Stefan Roehnert                                        | Deux de couple                   | 6 min 34 s 66 | 2e    | 6 min 27 s 58 | 1er         | 6 min 20 s 40 | 2e          | Finale A 6 min 23 s 58 | 4e                 |
| Marco Geisler Andreas Hajek Stephan Volkert André Willms               | Quatre de couple                 | 5 min 51 s 60 | 1er   | Non disputé   | Non disputé | 5 min 48 s 92 | 1er         | Finale A 5 min 48 s 64 | Médaille de bronze |
| Robert Sens Detlef Kirchhoff                                           | Deux sans barreur                | 7 min 10 s 62 | 4e    | 6 min 45 s 73 | 1er         | 6 min 38 s 41 | 4e          | Finale B 6 min 37 s 94 | 3e                 |
| Dirk Meusel Jorg Diebner Jan Herzog Ike Landvoigt                      | Quatre sans barreur              | 6 min 13 s 62 | 3e    | Non disputé   | Non disputé | 6 min 15 s 12 | 5e          | Finale B 6 min 08 s 11 | 5e                 |
| Ingo Euler Bernhard Ruhling                                            | Deux de couple poids légers      | 6 min 40 s 53 | 2e    | 6 min 36 s 26 | 1er         | 6 min 24 s 55 | 3e          | Finale A 6 min 26 s 54 | 4e                 |
| Roland Händle Bjorn Spaeter Thorsten Schmidt Marcus Mielke Martin Weis | Quatre sans barreur poids légers | 6 min 16 s 37 | 3e    | Non disputé   | Non disputé | 6 min 15 s 75 | 6e          | Finale B 6 min 15 s 31 | 6e                 |

### Femmes
| Athlète(s)                                                       | Compétition                 | Série         | Série | Repêchage     | Repêchage   | Demi-finale   | Demi-finale | Finale                 | Finale             |
| Athlète(s)                                                       | Compétition                 | Temps         | Rang  | Temps         | Rang        | Temps         | Rang        | Temps                  | Rang               |
| ---------------------------------------------------------------- | --------------------------- | ------------- | ----- | ------------- | ----------- | ------------- | ----------- | ---------------------- | ------------------ |
| Katrin Rutschow-Stomporowski                                     | Skiff                       | 7 min 32 s 80 | 1er   | Non disputé   | Non disputé | 7 min 37 s 77 | 1er         | 7 min 28 s 99          | Médaille de bronze |
| Jana Thieme Kathrin Boron                                        | Deux de couple              | 7 min 04 s 74 | 1er   | Non disputé   | Non disputé | Non disputé   | Non disputé | 6 min 55 s 44          | Médaille d'or      |
| Manja Kowalski Meike Evers-Rölver Manuela Lutze Kerstin Kowalski | Quatre de couple            | 6 min 25 s 98 | 1er   | Non disputé   | Non disputé | Non disputé   | Non disputé | 6 min 19 s 58          | Médaille d'or      |
| Lenka Wech Claudia Barth                                         | Deux sans barreur           | 7 min 20 s 23 | 3e    | 7 min 20 s 12 | 2e          | Non disputé   | Non disputé | Finale A 7 min 20 s 08 | 6e                 |
| Valerie Viehoff Claudia Blasberg                                 | Deux de couple poids légers | 7 min 11 s 27 | 1er   | Non disputé   | Non disputé | 7 min 02 s 46 | 2e          | 7 min 02 s 95          | Médaille d'argent  |

## Badminton

### Hommes
| Athlète                        | Compétition   | 1/32 de finale   | 1/16 de finale    | 1/8 de finale    | Quarts de finale | Demi-finales     | Finale           | Finale 3eplace   | Rang    |
| Athlète                        | Compétition   | Adversaire Score | Adversaire Score  | Adversaire Score | Adversaire Score | Adversaire Score | Adversaire Score | Adversaire Score | Rang    |
| ------------------------------ | ------------- | ---------------- | ----------------- | ---------------- | ---------------- | ---------------- | ---------------- | ---------------- | ------- |
| Bjorn Siegemund Michael Helber | Double hommes | Non disputé      | Défaite Suède 0-2 | Eliminé          | Eliminé          | Eliminé          | Eliminé          | Eliminé          | Eliminé |

### Femmes
| Athlète                        | Compétition  | 1/32 de finale         | 1/16 de finale        | 1/8 de finale        | Quarts de finale | Demi-finales     | Finale           | Finale 3eplace   | Rang    |
| Athlète                        | Compétition  | Adversaire Score       | Adversaire Score      | Adversaire Score     | Adversaire Score | Adversaire Score | Adversaire Score | Adversaire Score | Rang    |
| ------------------------------ | ------------ | ---------------------- | --------------------- | -------------------- | ---------------- | ---------------- | ---------------- | ---------------- | ------- |
| Nicole Grether                 | Simple dames | Victoire Krasowska 2-0 | Victoire Head 2-0     | Défaite Kim 0-2      | Eliminé          | Eliminé          | Eliminé          | Eliminé          | Eliminé |
| Karen Stechmann Nicole Grether | Double dames | Non disputé            | Victoire Danemark 2-0 | Défaite Pays-Bas 0-2 | Eliminé          | Eliminé          | Eliminé          | Eliminé          | Eliminé |

### Mixtes
| Athlète                         | Compétition  | 1/32 de finale   | 1/16 de finale      | 1/8 de finale         | Quarts de finale | Demi-finales     | Finale           | Finale 3eplace   | Rang    |
| Athlète                         | Compétition  | Adversaire Score | Adversaire Score    | Adversaire Score      | Adversaire Score | Adversaire Score | Adversaire Score | Adversaire Score | Rang    |
| ------------------------------- | ------------ | ---------------- | ------------------- | --------------------- | ---------------- | ---------------- | ---------------- | ---------------- | ------- |
| Karen Stechmann Bjorn Siegemund | Double mixte | Non disputé      | Défaite Chine 1-2   | Eliminé               | Eliminé          | Eliminé          | Eliminé          | Eliminé          | Eliminé |
| Nicole Petro Michael Keck       | Double mixte | Non disputé      | Victoire Canada 2-0 | Défaite Allemagne 0-2 | Eliminé          | Eliminé          | Eliminé          | Eliminé          | Eliminé |

## Boxe

### Hommes
| Athlète         | Catégorie           | 16e de finale             | 8e de finale                         | Quart de finale          | Demi-finale         | Finale              |
| Athlète         | Catégorie           | Adversaire Résultat       | Adversaire Résultat                  | Adversaire Résultat      | Adversaire Résultat | Adversaire Résultat |
| --------------- | ------------------- | ------------------------- | ------------------------------------ | ------------------------ | ------------------- | ------------------- |
| Vardan Zakarjan | Poids mouches       | Défaite Thaïlande 2-17    | Eliminé                              | Eliminé                  | Eliminé             | Eliminé             |
| Falk Huste      | Poids plumes        | Victoire Finlande 10-6    | Défaite États-Unis 17-15             | Eliminé                  | Eliminé             | Eliminé             |
| Norman Schuster | Poids légers        | Défaite Venezuela 10-24   | Eliminé                              | Eliminé                  | Eliminé             | Eliminé             |
| Kay Huste       | Poids super-welters | Victoire Argentine 5-3    | Défaite Italie 11-17                 | Eliminé                  | Eliminé             | Eliminé             |
| Steven Kuchler  | Poids welters       | Victoire Lesotho 17-2     | Victoire République dominicaine 17-2 | Défaite Roumanie 14-26   | Eliminé             | Eliminé             |
| Adnan Catic     | Poids moyens        | Victoire Ouzbékistan 10-6 | Victoire Australie 19-4              | Défaite États-Unis 14-19 | Eliminé             | Eliminé             |
| Sebastian Köber | Poids lourds        | Victoire Azerbaïdjan 9-4  | Non disputé                          | Victoire Canada 16-1     | Défaite Cuba 8-14   | Eliminé             |
| Cengiz Koc      | Poids super-lourds  | Défaite Cuba              | Eliminé                              | Eliminé                  | Eliminé             | Eliminé             |

## Canoe-Kayak

### Slalom

#### Hommes
| Athlète                       | Compétition | Éliminatoires | Éliminatoires | Finale | Finale        |
| Athlète                       | Compétition | Temps         | Rang          | Temps  | Rang          |
| ----------------------------- | ----------- | ------------- | ------------- | ------ | ------------- |
| Thomas Schmidt                | K1          | 253.17        | 2e            | 217.25 | Médaille d'or |
| Soren Kaufmann                | C1          | 271.90        | 8e            | 240.18 | 6e            |
| Stefan Pfannmöller            | C1          | 270.61        | 7e            | 239.72 | 5e            |
| André Ehrenberg Michael Senft | C2          | 279.54        | 3e            | 301.78 | 8e            |

#### Femmes
| Athlète       | Compétition | Éliminatoires | Éliminatoires | Finale | Finale |
| Athlète       | Compétition | Temps         | Rang          | Temps  | Rang   |
| ------------- | ----------- | ------------- | ------------- | ------ | ------ |
| Susanne Hirt  | K1          | 298.94        | 8e            | 266.01 | 10e    |
| Mandy Planert | K1          | 298.39        | 7e            | 257.85 | 6e     |

### Course en ligne

#### Hommes
| Athlète                                      | Compétition | Éliminatoires  | Éliminatoires | Demi-finales   | Demi-finales | Finale A       | Finale A           |
| Athlète                                      | Compétition | Temps          | Rang          | Temps          | Rang         | Temps          | Rang               |
| -------------------------------------------- | ----------- | -------------- | ------------- | -------------- | ------------ | -------------- | ------------------ |
| Lutz Liwowski                                | K1 500m     | 1 min 41 s 761 | 3e            | 1 min 40 s 586 | 1er          | 2 min 00 s 259 | 5e                 |
| Lutz Liwowski                                | K1 1000m    | 3 min 36 s 404 | 1er           | DSQ            | /            | Eliminé        | Eliminé            |
| Ronny Rauhe Tim Wieskötter                   | K2 500m     | 1 min 30 s 502 | 1er           | Non disputé    | Non disputé  | 1 min 48 s 771 | Médaille de bronze |
| Andreas Ihle Olaf Winter                     | K2 1000m    | 3 min 14 s 631 | 2e            | Non disputé    | Non disputé  | 3 min 16 s 627 | 4e                 |
| Björn Bach Jan Schäfer Stefan Ulm Mark Zabel | K4 1000m    | 2 min 59 s 473 | 1er           | Non disputé    | Non disputé  | 2 min 55 s 704 | Médaille d'argent  |
| Andreas Dittmer                              | C1 500m     | 1 min 50 s 340 | 1er           | Non disputé    | Non disputé  | 2 min 27 s 591 | Médaille de bronze |
| Andreas Dittmer                              | C1 1000m    | 3 min 53 s 962 | 1er           | Non disputé    | Non disputé  | 3 min 54 s 379 | Médaille d'or      |
| Christian Gille Thomas Zereske               | C2 500m     | 1 min 43 s 233 | 3e            | Non disputé    | Non disputé  | 1 min 59 s 294 | 5e                 |
| Lars Kober Stefan Uteß                       | C2 1000m    | 3 min 39 s 218 | 4e            | 3 min 43 s 032 | 1er          | 3 min 41 s 129 | Médaille de bronze |

#### Femmes
| Athlète                                                          | Compétition | Éliminatoires  | Éliminatoires | Demi-finales   | Demi-finales | Finale A       | Finale A      |
| Athlète                                                          | Compétition | Temps          | Rang          | Temps          | Rang         | Temps          | Rang          |
| ---------------------------------------------------------------- | ----------- | -------------- | ------------- | -------------- | ------------ | -------------- | ------------- |
| Manuela Mucke                                                    | K1 500m     | 1 min 54 s 870 | 5e            | 1 min 55 s 794 | 4e           | Eliminé        | Eliminé       |
| Birgit Fischer Katrin Wagner-Augustin                            | K1 500m     | 1 min 42 s 557 | 1er           | Non disputé    | Non disputé  | 1 min 56 s 996 | Médaille d'or |
| Birgit Fischer Manuela Mucke Anett Schuck Katrin Wagner-Augustin | K4 500m     | 1 min 33 s 895 | 1er           | Non disputé    | Non disputé  | 1 min 34 s 532 | Médaille d'or |

## Cyclisme

### Route

#### Hommes
| Athlète        | Compétition      | Temps           | Rang               |
| -------------- | ---------------- | --------------- | ------------------ |
| Jens Voigt     | Course en ligne  | 5 h 30 min 46 s | 55e                |
| Rolf Aldag     | Course en ligne  | 5 h 30 min 46 s | 23e                |
| Axel Zabel     | Course en ligne  | 5 h 30 min 46 s | 13e                |
| Andreas Klöden | Course en ligne  | 5 h 29 min 20 s | Médaille de bronze |
| Jan Ullrich    | Course en ligne  | 5 h 29 min 08 s | Médaille d'or      |
| Andreas Klöden | Contre-la-montre | 59 min 33 s 971 | 12e                |
| Jan Ullrich    | Contre-la-montre | 57 min 48 s 333 | Médaille d'argent  |

#### Femmes
| Athlète             | Compétition      | Temps           | Rang              |
| ------------------- | ---------------- | --------------- | ----------------- |
| Ina-Yoko Teutenberg | Course en ligne  | DNF             | /                 |
| Petra Robner        | Course en ligne  | 3 h 08 min 17 s | 30e               |
| Hanka Kupfernagel   | Course en ligne  | 3 h 06 min 31 s | Médaille d'argent |
| Hanka Kupfernagel   | Contre-la-montre | 43 min 37 s 943 | 8e                |
| Judith Arndt        | Contre-la-montre | 43 min 31 s 752 | 7e                |

### Piste

#### Hommes
| Athlète        | Compétition          | Qualification | Seizièmes de finale      | Repêchages               | Huitièmes de finale      | Repêchages               | Quarts de finale         | Match de classement | Demi-finales             | Match pour le bronze     | Match pour le bronze | Finale                   | Finale  |
| Athlète        | Compétition          | Temps Vitesse | Adversaire Temps Vitesse | Adversaire Temps Vitesse | Adversaire Temps Vitesse | Adversaire Temps Vitesse | Adversaire Temps Vitesse | Rang                | Adversaire Temps Vitesse | Adversaire Temps Vitesse | Rang                 | Adversaire Temps Vitesse | Rang    |
| -------------- | -------------------- | ------------- | ------------------------ | ------------------------ | ------------------------ | ------------------------ | ------------------------ | ------------------- | ------------------------ | ------------------------ | -------------------- | ------------------------ | ------- |
| Jan van Eijden | Vitesse individuelle | 10 s 540      | Victoire Australie       | Non disputé              | Victoire Lettonie        | Non disputé              | Défaite Allemagne        | Eliminé             | Eliminé                  | Eliminé                  | Eliminé              | Eliminé                  | Eliminé |
| Jens Fiedler   | Vitesse individuelle | 10 s 287      | Non disputé              | Non disputé              | Victoire Australie       | Non disputé              | Victoire Allemagne       | Non disputé         | Défaite États-Unis       | Victoire France          | Médaille de bronze   | Eliminé                  | Eliminé |

| Athlète        | Compétition                | Temps          | Rang              |
| -------------- | -------------------------- | -------------- | ----------------- |
| Sören Lausberg | Contre-la-montre sur piste | 1 min 02 s 937 | 4e                |
| Stefan Nimke   | Contre-la-montre sur piste | 1 min 02 s 487 | Médaille d'argent |

| Athlète        | Compétition | 1er round | Repêchage   | Demi-Finales | Finale             |
| Athlète        | Compétition | Rang      | Rang        | Rang         | Rang               |
| -------------- | ----------- | --------- | ----------- | ------------ | ------------------ |
| Jan van Eijden | Keirin      | 1er       | Non disputé | 2e           | 4e                 |
| Jens Fiedler   | Keirin      | 1er       | Non disputé | 1er          | Médaille de bronze |

| Athlète                                  | Compétition         | Qualification        | Qualification | Demi-finale                     | Finale                          | Finale  |
| Athlète                                  | Compétition         | Temps Vitesse (km/h) | Rang          | Adversaire Temps Vitesse (km/h) | Adversaire Temps Vitesse (km/h) | Rang    |
| ---------------------------------------- | ------------------- | -------------------- | ------------- | ------------------------------- | ------------------------------- | ------- |
| Jens Fiedler Sören Lausberg Stefan Nimke | Vitesse par équipes | 45 s 701             | 8e            | 45 s 537                        | Eliminé                         | Eliminé |

| Athlète       | Compétition            | Qualification  | Demi-finales             | Match pour le bronze     | Match pour le bronze | Finale                   | Finale            |
| Athlète       | Compétition            | Temps Vitesse  | Adversaire Temps Vitesse | Adversaire Temps Vitesse | Rang                 | Adversaire Temps Vitesse | Rang              |
| ------------- | ---------------------- | -------------- | ------------------------ | ------------------------ | -------------------- | ------------------------ | ----------------- |
| Jens Lehmann  | Poursuite individuelle | 4 min 21 s 350 | 4 min 23 s 032           | Non disputé              | Non disputé          | 4 min 23 s 824           | Médaille d'argent |
| Robert Bartko | Poursuite individuelle | 4 min 18 s 972 | 4 min 21 s 067           | Non disputé              | Non disputé          | 4 min 18 s 515           | Médaille d'or     |

| Athlète                                            | Compétition           | Qualification        | Qualification | Quart de finale                 | Demi-finale                     | Finale                          | Finale        |
| Athlète                                            | Compétition           | Temps Vitesse (km/h) | Rang          | Adversaire Temps Vitesse (km/h) | Adversaire Temps Vitesse (km/h) | Adversaire Temps Vitesse (km/h) | Rang          |
| -------------------------------------------------- | --------------------- | -------------------- | ------------- | ------------------------------- | ------------------------------- | ------------------------------- | ------------- |
| Guido Fulst Olaf Pollack Daniel Becke Jens Lehmann | Poursuite par équipes | 4 min 05 s 750       | 4e            | 4 min 01 s 810                  | 4 min 05 s 930                  | 3 min 59 s 710                  | Médaille d'or |

| Athlète                  | Compétition           | Points | Rang |
| ------------------------ | --------------------- | ------ | ---- |
| Thorsten Rund            | Course aux points     | 0      | 23e  |
| Olaf Pollack Guido Fulst | Course à l'américaine | 9      | 6e   |

#### Femmes
| Athlète         | Compétition          | Qualification | Seizièmes de finale      | Repêchages               | Quarts de finale         | Match de classement | Demi-finales             | Match pour le bronze     | Match pour le bronze | Finale                   | Finale  |
| Athlète         | Compétition          | Temps Vitesse | Adversaire Temps Vitesse | Adversaire Temps Vitesse | Adversaire Temps Vitesse | Rang                | Adversaire Temps Vitesse | Adversaire Temps Vitesse | Rang                 | Adversaire Temps Vitesse | Rang    |
| --------------- | -------------------- | ------------- | ------------------------ | ------------------------ | ------------------------ | ------------------- | ------------------------ | ------------------------ | -------------------- | ------------------------ | ------- |
| Kathrin Freitag | Vitesse individuelle | 11 s 792      | Défaite Canada           | Défaite                  | Eliminé                  | Eliminé             | Eliminé                  | Eliminé                  | Eliminé              | Eliminé                  | Eliminé |

| Athlète         | Compétition                 | Temps    | Rang |
| --------------- | --------------------------- | -------- | ---- |
| Kathrin Freitag | 500 mètres contre-la-montre | 35 s 473 | 7e   |
| Ulrike Weichelt | 500 mètres contre-la-montre | 35 s 315 | 6e   |

| Athlète      | Compétition            | Qualification  | Demi-finales             | Match pour le bronze     | Match pour le bronze | Finale                   | Finale  |
| Athlète      | Compétition            | Temps Vitesse  | Adversaire Temps Vitesse | Adversaire Temps Vitesse | Rang                 | Adversaire Temps Vitesse | Rang    |
| ------------ | ---------------------- | -------------- | ------------------------ | ------------------------ | -------------------- | ------------------------ | ------- |
| Judith Arndt | Poursuite individuelle | 3 min 37 s 609 | Eliminé                  | Eliminé                  | Eliminé              | Eliminé                  | Eliminé |

| Athlète      | Compétition       | Points | Rang |
| ------------ | ----------------- | ------ | ---- |
| Judith Arndt | Course aux points | 12     | 4e   |

### BMX

#### Hommes
| Athlète         | Compétition   | Temps              | Rang |
| --------------- | ------------- | ------------------ | ---- |
| Carsten Bresser | Cross-country | 2 h 13 min 37 s 12 | 8e   |
| Lado Fumic      | Cross-country | 2 h 11 min 57 s 88 | 5e   |

#### Femmes
| Athlète          | Compétition   | Temps              | Rang |
| ---------------- | ------------- | ------------------ | ---- |
| Hedda Zu Putlitz | Cross-country | 1 h 57 min 19 s 65 | 13e  |
| Sabine Spitz     | Cross-country | 1 h 54 min 46 s 49 | 9e   |

## Equitation
| Athlète                    | Épreuve              | R1          | R1          | R2          | R2          | R3      | R3                 |
| Athlète                    | Épreuve              | Points      | Rang        | Points      | Rang        | Points  | Rang               |
| -------------------------- | -------------------- | ----------- | ----------- | ----------- | ----------- | ------- | ------------------ |
| Alexandra Simons-de Ridder | Dressage             | 74.28       | 5e          | 75.62       | 16e         | Eliminé | Eliminé            |
| Nadine Capellmann          | Dressage             | 74.68       | 4e          | 76.60       | 3e          | 74.60   | 4e                 |
| Ulla Salzgeber             | Dressage             | 73.16       | 7e          | 76.74       | 2e          | 80.67   | Médaille de bronze |
| Isabell Werth              | Dressage             | 76.32       | 1er         | 75.67       | 4e          | 82.20   | Médaille d'argent  |
| Equipe d'Allemagne         | Dressage par équipes | Non disputé | Non disputé | Non disputé | Non disputé | 5,632   | Médaille d'or      |

| Athlète                                                    | Compétition                  | Pénalités | Rang |
| ---------------------------------------------------------- | ---------------------------- | --------- | ---- |
| Kai Ruder                                                  | Concours complet             | DNF       | /    |
| Marina Köhncke                                             | Concours complet             | DNF       | /    |
| Annette Wyrwoll                                            | Concours complet             | 117.80    | 19e  |
| Ingrid Klimke Marina Köhncke Andreas Dibowski Nele Hagener | Concours complet par équipes | 241.80    | 4e   |